# Крёпфль, Франсиско
Франсиско Крёпфль (исп. Francisco нем. Kröpfl; 26 февраля 1931, Тимишоара — 15 декабря 2021) — аргентинский композитор.
В Аргентине с 1932 года. Изучал музыку в Буэнос-Айресе у Хуана Карлоса Паса, в 1950 г. вступил в основанную им Группу новой музыки (исп. Agrupación Nueva Música), в 1956 г. возглавил её. В 1959 г. организовал первую в Латинской Америке студию электронной музыки, в 1967—1971 гг. руководил отделением электронной музыки Латиноамериканского центра высших музыкальных исследований (CLAEM). В 1988—1997 гг. — профессор теории музыки Буэнос-Айресского университета. Среди его учеников были Сусана Антон и Марта Варела.
Умер 15 декабря 2021 года.